# Havant
Havant ist eine Stadt im District Havant in der Grafschaft Hampshire, England. Die Stadt liegt zwischen Portsmouth und Chichester am Langstone Harbour. Im Jahr 2011 hatte es eine Bevölkerung von 45.125 und Borough of Havant 120.684. Diese Bucht bildet einen Teil des Ärmelkanals, ist aber von diesem durch die Insel Hayling fast vollständig getrennt.

## Geschichte
Teile des Stadtzentrums von Havant stammen aus der Zeit der Römer. Die erste urkundliche Erwähnung von „Havenhunte“ erfolgte 1086 im Domesday Book. Die Kirche St. Faith besteht mindestens seit 1150. Im Jahr 1760 brannte Havant fast vollständig nieder; nur die Kirche und eine als „Old House at Home“ bezeichnete Häusergruppe blieben erhalten.
Bis nach dem Zweiten Weltkrieg war Havant ein eher beschauliches kleines Städtchen. Doch dann setzte ein rasantes Wachstum ein und die Kernstadt wuchs mit den Nachbardörfern Langstone, Brockhampton, Bedhampton, Leigh Park, Denvilles und Warblington zusammen.

## Söhne und Töchter der Stadt
- Ernest Cribb (1885–1957), kanadischer Regattasegler
- Tiff Needell (* 1951), Autorennfahrer und Journalist